# Trichosalpinx
Trichosalpinx är ett släkte av orkidéer. Trichosalpinx ingår i familjen orkidéer.

## Dottertaxa tillTrichosalpinx, i alfabetisk ordning[1]
- Trichosalpinx acestrochila
- Trichosalpinx acremona
- Trichosalpinx alabastra
- Trichosalpinx amygdalodora
- Trichosalpinx arbuscula
- Trichosalpinx atropurpurea
- Trichosalpinx ballatrix
- Trichosalpinx barbelifera
- Trichosalpinx berlineri
- Trichosalpinx blaisdellii
- Trichosalpinx bricenoensis
- Trichosalpinx calceolaris
- Trichosalpinx carinilabia
- Trichosalpinx caudata
- Trichosalpinx cedralensis
- Trichosalpinx chaetoglossa
- Trichosalpinx chamaelepanthes
- Trichosalpinx ciliaris
- Trichosalpinx costata
- Trichosalpinx crucilabia
- Trichosalpinx cryptantha
- Trichosalpinx dalstroemii
- Trichosalpinx deceptrix
- Trichosalpinx decorata
- Trichosalpinx dentialae
- Trichosalpinx dependens
- Trichosalpinx dirhamphis
- Trichosalpinx dressleri
- Trichosalpinx drosoides
- Trichosalpinx dunstervillei
- Trichosalpinx dura
- Trichosalpinx echinata
- Trichosalpinx ectopa
- Trichosalpinx egleri
- Trichosalpinx escobarii
- Trichosalpinx fasciculata
- Trichosalpinx fissa
- Trichosalpinx fruticosa
- Trichosalpinx gentryi
- Trichosalpinx glabra
- Trichosalpinx hirtzii
- Trichosalpinx hypocrita
- Trichosalpinx inaequisepala
- Trichosalpinx inquisiviensis
- Trichosalpinx intricata
- Trichosalpinx jimburae
- Trichosalpinx jostii
- Trichosalpinx lamellata
- Trichosalpinx lenticularis
- Trichosalpinx ligulata
- Trichosalpinx lilliputalis
- Trichosalpinx macphersonii
- Trichosalpinx manningii
- Trichosalpinx mathildae
- Trichosalpinx membraniflora
- Trichosalpinx memor
- Trichosalpinx metamorpha
- Trichosalpinx montana
- Trichosalpinx multicuspidata
- Trichosalpinx nana
- Trichosalpinx navarrensis
- Trichosalpinx notosibirica
- Trichosalpinx nymphalis
- Trichosalpinx orbicularis
- Trichosalpinx otarion
- Trichosalpinx pandurata
- Trichosalpinx parsonsii
- Trichosalpinx patula
- Trichosalpinx pergrata
- Trichosalpinx pringlei
- Trichosalpinx pseudolepanthes
- Trichosalpinx psilantha
- Trichosalpinx pumila
- Trichosalpinx punctatifolia
- Trichosalpinx purpurea
- Trichosalpinx pusilla
- Trichosalpinx quitensis
- Trichosalpinx ramosii
- Trichosalpinx ringens
- Trichosalpinx robledorum
- Trichosalpinx roraimensis
- Trichosalpinx rotundata
- Trichosalpinx scabridula
- Trichosalpinx semilunata
- Trichosalpinx sijmii
- Trichosalpinx silverstonei
- Trichosalpinx sipapoensis
- Trichosalpinx solomonii
- Trichosalpinx spathulata
- Trichosalpinx steyermarkii
- Trichosalpinx strumifera
- Trichosalpinx systremmata
- Trichosalpinx tantilla
- Trichosalpinx teaguei
- Trichosalpinx tenuiflora
- Trichosalpinx tenuis
- Trichosalpinx teres
- Trichosalpinx todziae
- Trichosalpinx trachystoma
- Trichosalpinx triangulipetala
- Trichosalpinx trilobata
- Trichosalpinx tropida
- Trichosalpinx uvaria
- Trichosalpinx vagans
- Trichosalpinx vasquezii
- Trichosalpinx webbiae
- Trichosalpinx werneri
- Trichosalpinx wilhelmii
- Trichosalpinx xiphochila
- Trichosalpinx yanganensis
- Trichosalpinx zunagensis